# Minnedosa
Minnedosa är en ort i Kanada.   Den ligger i provinsen Manitoba, i den sydöstra delen av landet, 1 900 km väster om huvudstaden Ottawa. Minnedosa ligger 516 meter över havet och antalet invånare är 2 526.
Terrängen runt Minnedosa är huvudsakligen platt. Minnedosa ligger nere i en dal. Trakten runt Minnedosa är nära nog obefolkad, med mindre än två invånare per kvadratkilometer.. Minnedosa är det största samhället i trakten. 
Trakten runt Minnedosa består till största delen av jordbruksmark.